# Gare d'Awaji
La gare d'Awaji (淡路駅, Awaji-eki) est une gare ferroviaire située dans l'arrondissement de Higashiyodogawa à Osaka au Japon. La gare est exploitée par la compagnie Hankyu.

## Situation ferroviaire
Gare de croisement, Awaji est située au point kilométrique (PK) 4,2 de la ligne Kyoto et au PK 3,5 de la ligne Senri.

## Histoire
La gare est inaugurée le 1er avril 1921.

## Service des voyageurs

### Accueil
La gare dispose d'un bâtiment voyageurs, avec guichet, ouvert tous les jours.

### Desserte
- Ligne Kyoto :
  - voies 2 et 3 : direction Katsura, Kyoto-Kawaramachi et Arashiyama
  - voies 4 et 5 : direction Jūsō et Osaka-Umeda
- Ligne Senri :
  - voies 2 et 3 : direction Kita-senri
  - voies 4 et 5 : direction Tenjinbashisuji 6-chome (interconnexion avec la ligne Sakaisuji pour Tengachaya)

|                                                                     | Kita-senri ↑                  |           |
| Jūsō ←                                                              | Track layout of Awaji Station | → Katsura |
|                                                                     | ↓ Tenjinbashisuji 6-chome     |           |
| Note: la ligne Osaka Higashi de la JR West est représentée en bleu. |                               |           |

### Intermodalité
La gare de JR Awaji de la JR West (ligne Osaka Higashi) est située au nord-est de la gare. 